# География в школе
География в школе — теоретический и научно-практический географический журнал для учителей, издающийся в Москве с 1934 года.

## История
Журнал основан в 1934 году по постановлению СНК СССР и ЦК ВКП(б) «О преподавании географии в начальной и средней школе СССР» от 16 мая 1934 года. Основатель и ответственный редактор - советский экономико-географ Баранский, Николай Николаевич.
Журнал являлся органом Наркомпроса РСФСР, затем Министерства просвещения РСФСР; издавался Учпедгизом; предназначался для освещения вопросов школьной географии, публикации статей по физической и экономической географии СССР, стран народной демократии и капиталистических стран, а также статей по истории географических открытий; большое место уделялось вопросам методики преподавания предмета. Периодичность выпуска (1952) — 6 раз в год. С 1941 по 1946 год журнал не выходил.

## Современное состояние
Журнал выпускает московское издательство "Школьная пресса", учредителем которого является Минобрнауки РФ.

### Цель журнала
Основная цель журнала состоит в повышении квалификации учительско-преподавательского состава школ и ВУЗов в области географии, и внедрении научных достижений в школьную практику. Однако целевую аудиторию теперь составляют не только исследователи с преподавателями, но и учащиеся. При этом предполагается пропагандировать современные технологии обучения, обсуждать и распространять передовой опыт педагогов, освещать различные подходы и методы решения проблем, возникающих при обучении людей, прежде всего школьников и молодёжи, географии, экологии и экономике как в местном, так и в региональном и всемирном масштабе.

### Краткое описание
В журнале рассматриваются вопросы краеведения, туризма и экологии, а также проблемы глобализации и нового мирового порядка. Публикуются статьи о природе, населении, народном хозяйстве, об экологических, экономических и других проблемах не только России, но и всего мира. Ряд материалов посвящён изменениям в современном образовании (новым формам аттестации учащихся, профильному обучению и проч.). Печатаются различные информационные материалы.
Журнал сотрудничает с Российской академией образования, Министерством образования и науки РФ (Минобрнауки России), педагогическими университетами России, с Институтом географии РАН, Русским географическим обществом (РГО), Российской ассоциацией учителей географии. С середины 1990-х годов издается библиотека журнала, которая посвящена вопросам преподавания предмета географии в школе.
Входит в «Перечень рецензируемых научных изданий, в которых должны быть опубликованы основные научные результаты диссертаций на соискание ученой степени кандидата наук, на соискание ученой степени доктора наук» (т. н. «Список ВАК») по педагогическим и географическим наукам (специальность 1.6.13) (2024 год). Относится к категории К2 «Списка ВАК».